# Powiat zawierciański
Powiat zawierciański – powiat w Polsce (województwo śląskie), utworzony w 1999 roku w ramach reformy administracyjnej. Jego siedzibą jest miasto Zawiercie.
W skład powiatu wchodzą:
- gminy miejskie: Poręba, Zawiercie
- gminy miejsko-wiejskie: Łazy, Ogrodzieniec, Pilica, Szczekociny, Włodowice
- gminy wiejskie: Irządze, Kroczyce, Żarnowiec
- miasta: Łazy, Ogrodzieniec, Pilica, Poręba, Szczekociny, Włodowice, Zawiercie

Powiat zawierciański graniczy z powiatami:
- myszkowskim, będzińskim, częstochowskim oraz miastem na prawach powiatu Dąbrowa Górnicza (woj. śląskie)
- włoszczowskim i jędrzejowskim (woj. świętokrzyskie)
- olkuskim i miechowskim (woj. małopolskie)

Według danych z 31 grudnia 2023 powiat zamieszkiwało 112 247 osób.

## Gminy
| Gmina                       | Liczba ludności (2008) | Powierzchnia           |
| --------------------------- | ---------------------- | ---------------------- |
| Zawiercie (miasto)          | 52 290                 | 85,24 km²              |
| Łazy (w tym miasto)         | 15 992 (7 166)         | 132,56 km² (8,75 km²)  |
| Ogrodzieniec (w tym miasto) | 9 520 (4 465)          | 85,69 km² (28,94 km²)  |
| Pilica (w tym miasto)       | 8 997 (1 999)          | 138,89 km² (8,22 km²)  |
| Poręba (miasto)             | 8747                   | 40,04 km²              |
| Szczekociny (w tym miasto)  | 8 221 (3 841)          | 136,09 km² (17,98 km²) |
| Włodowice (w tym miasto)    | 5284 (1124)            | 76,29 km² (23,48 km²)  |
| Kroczyce                    | 6302                   | 110,15 km²             |
| Żarnowiec                   | 4904                   | 124,77 km²             |
| Irządze                     | 2837                   | 73,55 km²              |
| Razem                       | 123 074                | 1 003,27 km²           |

## Powstanie i zmiany administracyjne powiatu zawierciańskiego
Powiat zawierciański został powołany rozporządzeniem Rady Ministrów 1 stycznia 1927 roku. Po wyłączeniu z powiatu będzińskiego w województwie kieleckim gmin: Mierzęcice, Siewierz, Poraj, Koziegłowy, Koziegłówki, Włodowice, Kromołów, Żarki, Myszków, Rokitno Szlacheckie, Poręba, Mrzygłód, Pińczyce, Rudnik Wielki, Choroń, oraz miasta Zawiercie.
- 1 grudnia 1933 r. wyłączono z gminy wiejskiej Niegowa wieś Góry Gorzkowskie, którą przyłączono do gminy Potok Złoty, w powiecie częstochowskim[4]
- Podczas okupacji hitlerowskiej obszar powiatu włączono do III Rzeszy, oprócz gmin Niegowa i Żarki, które znalazły się w Generalnym Gubernatorstwie (dystrykt radomski, powiat radomszczański); ponadto gminy Kromołów i Włodowice przecięła granica (części przypadłe GG włączono do gminy Kroczyce, dystrykt krakowski, powiat miechowski)[5]; po wojnie podział ten anulowano.
- Po II wojnie światowej 7 lipca 1945 r. doszło do zmiany przynależności wojewódzkiej, powiat przeszedł z województwa kieleckiego do województwa śląskiego[6]
- 1 stycznia 1951 r. dołączono do powiatu zawierciańskiego gminę Kroczyce z powiatu olkuskiego, województwa krakowskiego[7]
- 1 lipca 1952 roku włączono gromadę Dębowiec z powiatu częstochowskiego[8]
- 22 sierpnia 1953 roku z powiatu będzińskiego przyłączono się wieś Trzebyczka[9]
- 1 stycznia 1955 roku z powiatu włoszczowskiego w województwie kieleckim, przyłączono gromadę Sokolniki[10]
- W 1956 roku wyłączono z powiatu miasta: Myszków, Koziegłowy, Żarki, oraz gromady: Będusz, Choroń, Cynków, Gniazdów, Góra Włodowska, Jastrząb, Jaworznik, Koziegłówki, Kuźnica Stara, Lgota Górna, Ludwinów, Masłońskie, Mzurów, Niegowa, Nowa Wieś Żarecka, Pińczyce, Przybynów, Poraj, Siedlec, Sokolniki, Tomiszowice, Zawada, które włączono do nowo powstającego powiatu myszkowskiego. Natomiast z województwa krakowskiego i powiatu olkuskiego, przyłączono gromady Giebło, Ogrodzieniec, Podzamcze i Ryczów[11]
- W 1957 roku wyłączono z powiatu gromady: Markowice, Mrzygłód i wieś Bobolice, które przyłączono do powiatu myszkowskiego[12]
- W 1958 roku przyłączono wieś Biała Błotna z powiatu włoszczowskiego[13]
- W 1959 roku powiększono miasto Zawiercie o enklawy osiedla Poręba i część wsi Marciszów[14]
- 31 grudnia 1961 r. osiedle Siewierz, powiększyło się o wsie Kuźnica Sulikowska i Kuźnica Świętojańska[15]
- 30 czerwca 1963 r. do osiedla Poręba włącza się wieś Niwki[16]
- W 1965 r. do miasta Zawiercia przyłącza się gromadę Marciszów oraz części wsi; Blanowice, Łośnice i Kolonie Dąbrowiec[17]
- W 1966 r. z gromady Chruszczobród wyłącza się wieś Bugaj i część wsi Trzebyczka, które przyłącza się do powiatu będzińskiego[18]
- 1 stycznia 1970 r., wyłączono z powiatu wieś Zendek i włączono do powiatu tarnogórskiego[19]
- W 1973 r. ponownie przyłączono część obszaru wsi Zendek, z powiatu tarnogórskiego, a także obszar wsi Dzibice z powiatu myszkowskiego[20].
- 9 grudnia 1973 r. przyłączono z powiatu myszkowskiego sołectwo Góra Włodowska[21]
- 22 maja 1975 r. przyłączono do miasta Zawiercie miasto Poręba[22]
- 1 czerwca 1975 r. zostały zlikwidowane powiaty[23]
- 1 lutego 1977 r. do miasta Zawiercie włączono likwidowaną gminę Kromołów[24]
- 1 stycznia 1999 r., wprowadzono w kraju reformę administracyjną, tworząc nowe powiaty i województwa. Utworzono nowy powiat zawierciański składający się z miast: Zawiercie, Poręba, miast i gmin: Łazy, Szczekociny, Pilica, Ogrodzieniec oraz gmin: Włodowice, Kroczyce, Irządze, Żarnowiec w województwie śląskim[25]

## Demografia

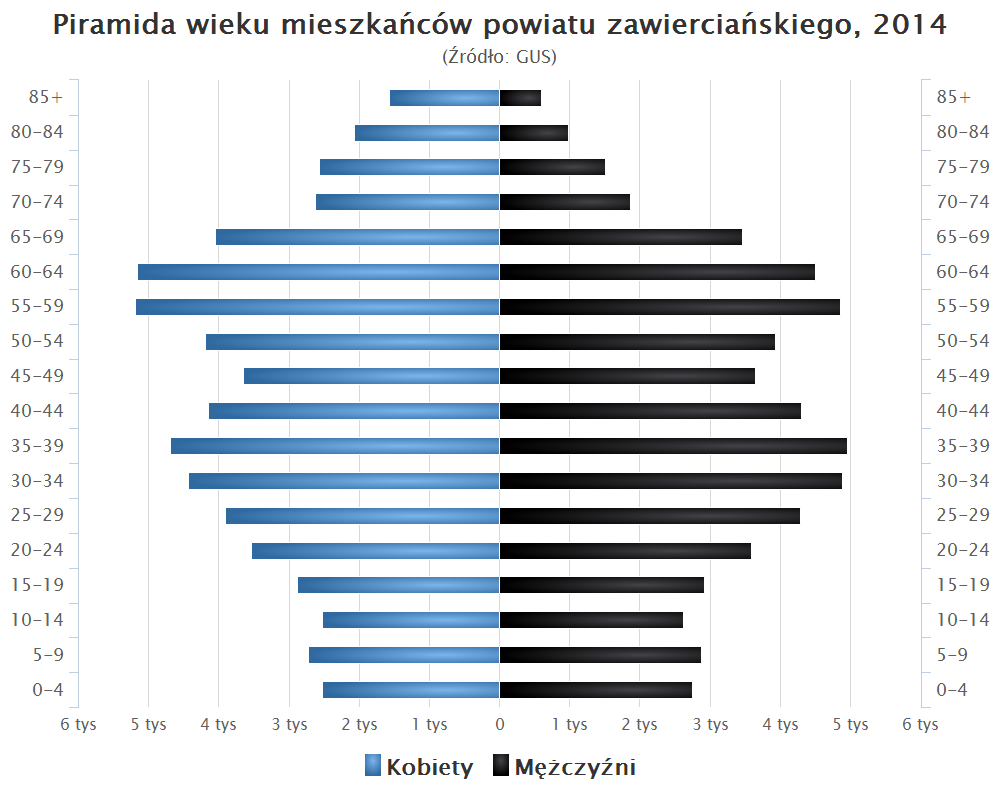
Piramida wieku mieszkańców powiatu zawierciańskiego w 2014 roku

Według danych z 31 grudnia 2019 roku powiat zamieszkiwały 117 624 osoby. Natomiast według danych z 30 czerwca 2020 roku powiat zamieszkiwało 117 137 osób.
Liczba ludności (dane z 30 czerwca 2006):
|        | Ogółem  | Ogółem | Kobiety | Kobiety | Mężczyźni | Mężczyźni |
| osób   | %       | osób   | %       | osób    | %         |           |
| ------ | ------- | ------ | ------- | ------- | --------- | --------- |
| Ogółem | 124 127 | 100    | 64 157  | 51,69   | 59 970    | 48,31     |
| Miasto | 79 197  | 63,80  | 41 545  | 33,47   | 37 652    | 30,33     |
| Wieś   | 44 930  | 36,20  | 22 612  | 18,22   | 22 318    | 17,98     |

▶Wieś vs ▶miasto
Ogółem (▶k, ▶m)
Miasto (▶k, ▶m)
Wieś (▶k, ▶m)

### Ludność w latach
- 1999 – 128 549
- 2000 – 128 326
- 2001 – 127 816
- 2002 – 125 806
- 2003 – 125 347
- 2004 – 124 897
- 2005 – 124 544
- 2006 – 124 127

## Rada Powiatu
| Ugrupowanie                             | 2002−2006   | 2006−2010 | 2010−2014 | 2014−2018  | 2018-2023  |
| --------------------------------------- | ----------- | --------- | --------- | ---------- | ---------- |
| Sojusz Lewicy Demokratycznej            | 13 (SLD-UP) | 6 (LiD)   | 5         | 3 (SLD LR) | 1 (SLD LR) |
| Niezależna Alternatywa Wyborcza         | 6           | 8         | 7         | 6          | 2          |
| Polskie Stronnictwo Ludowe              | 2           | –         | 2         | 7          | 2          |
| Platforma Obywatelska                   | 1*          | 3         | 7         | 5          | 5 (KO)     |
| Samoobrona                              | 1           | 3         | –         | –          | –          |
| Liga Polskich Rodzin                    | 1           | –         | –         | –          | –          |
| Prawo i Sprawiedliwość                  | 1**         | –         | 1         | 3          | 8          |
| Porozumienie Samorządowe Jesteśmy Razem | –           | 5         | –         | –          | –          |
| Praca i Samorządność                    | –           | –         | 3         | –          | –          |
| Można Uczciwie                          | –           | –         | –         | 1          | –          |
| Zdrowy Powiat – Zdrowa Gmina            | –           | –         | –         | –          | 4          |
| Zawierciańska Odnowa                    | –           | –         | –         | –          | 1          |

*Platforma Obywatelska wystawiła w 2002 roku komitet wyborczy wyborców pod nazwą PO stronie obywateli
**Prawo i Sprawiedliwość wystawiło w 2002 roku komitet wyborczy wyborców pod nazwą Praca i Sprawiedliwość w Zawierciu i powiecie